# Lavice (Sobotka)
Lavice je malá vesnice, část města Sobotka v okrese Jičín. Nachází se asi 2,5 km na jihovýchod od Sobotky. V roce 2014 zde bylo evidováno 23 adres. V roce 2001 zde trvale žilo 37 obyvatel.
Lavice je také název katastrálního území o rozloze 2,28 km2. V katastrálním území Lavice leží i Zajakury.

## Galerie

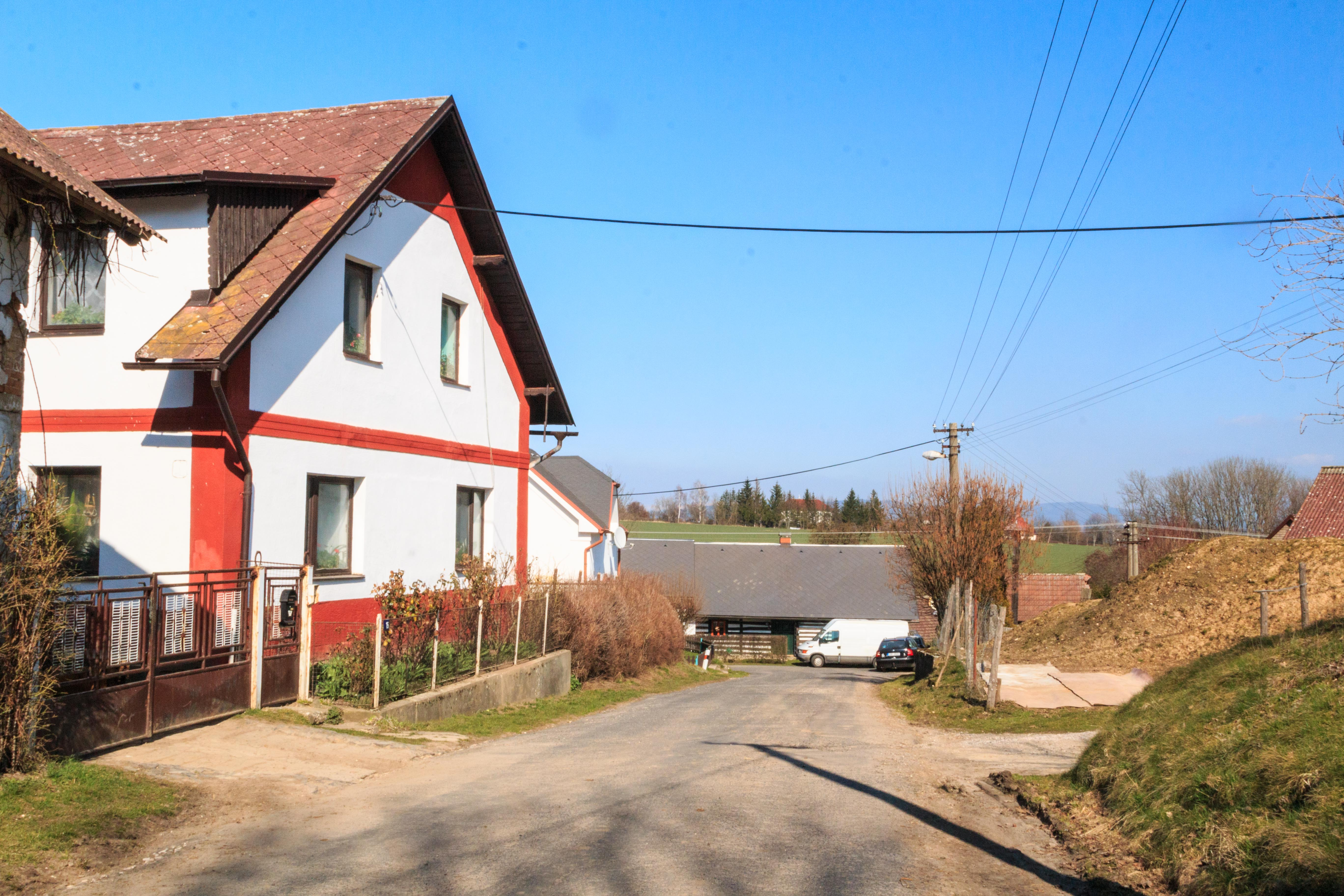
Lavice u Sobotky - čp. 10
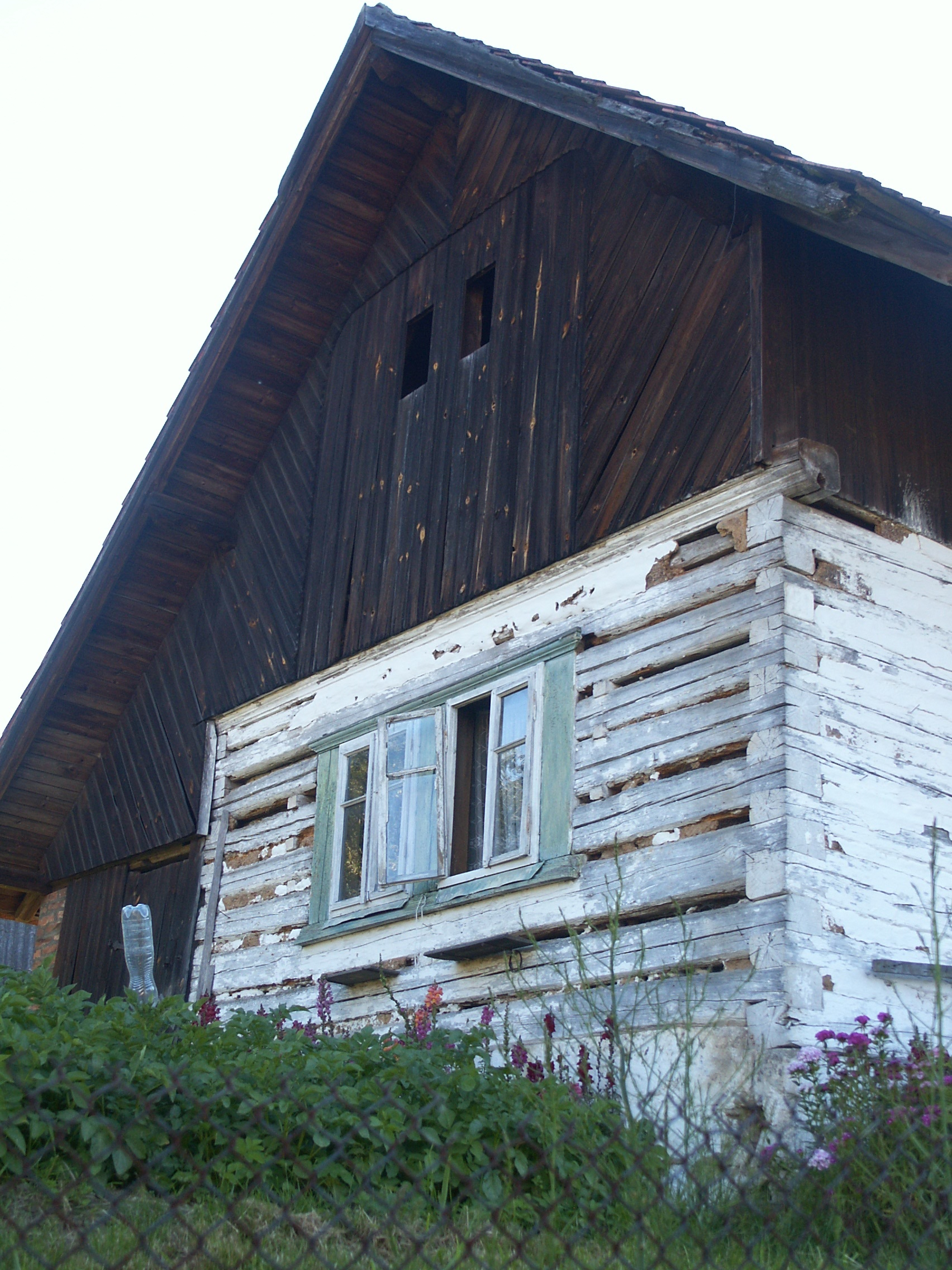
Lavice staveni u čp 25
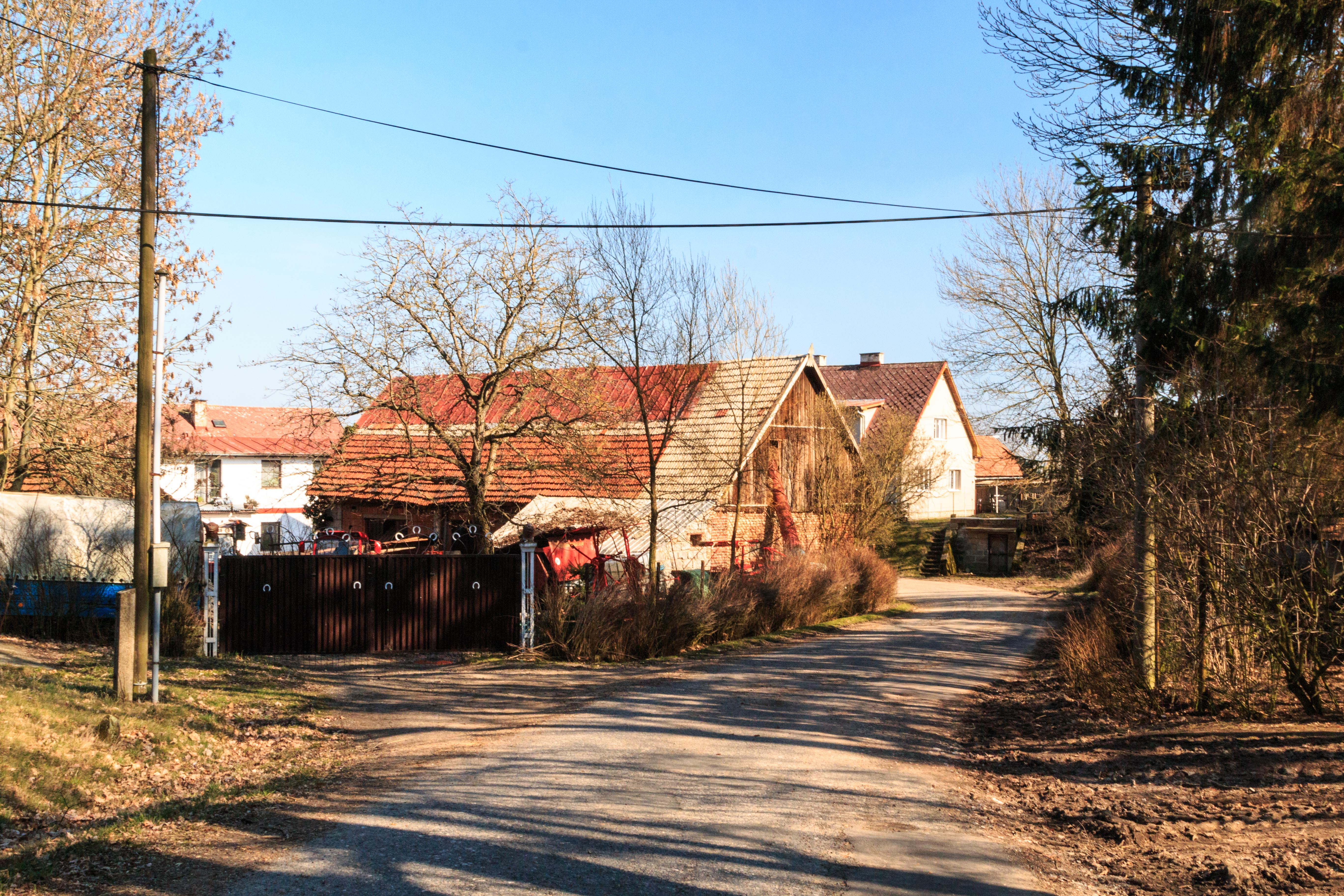
Lavice u Sobotky - čp. 15
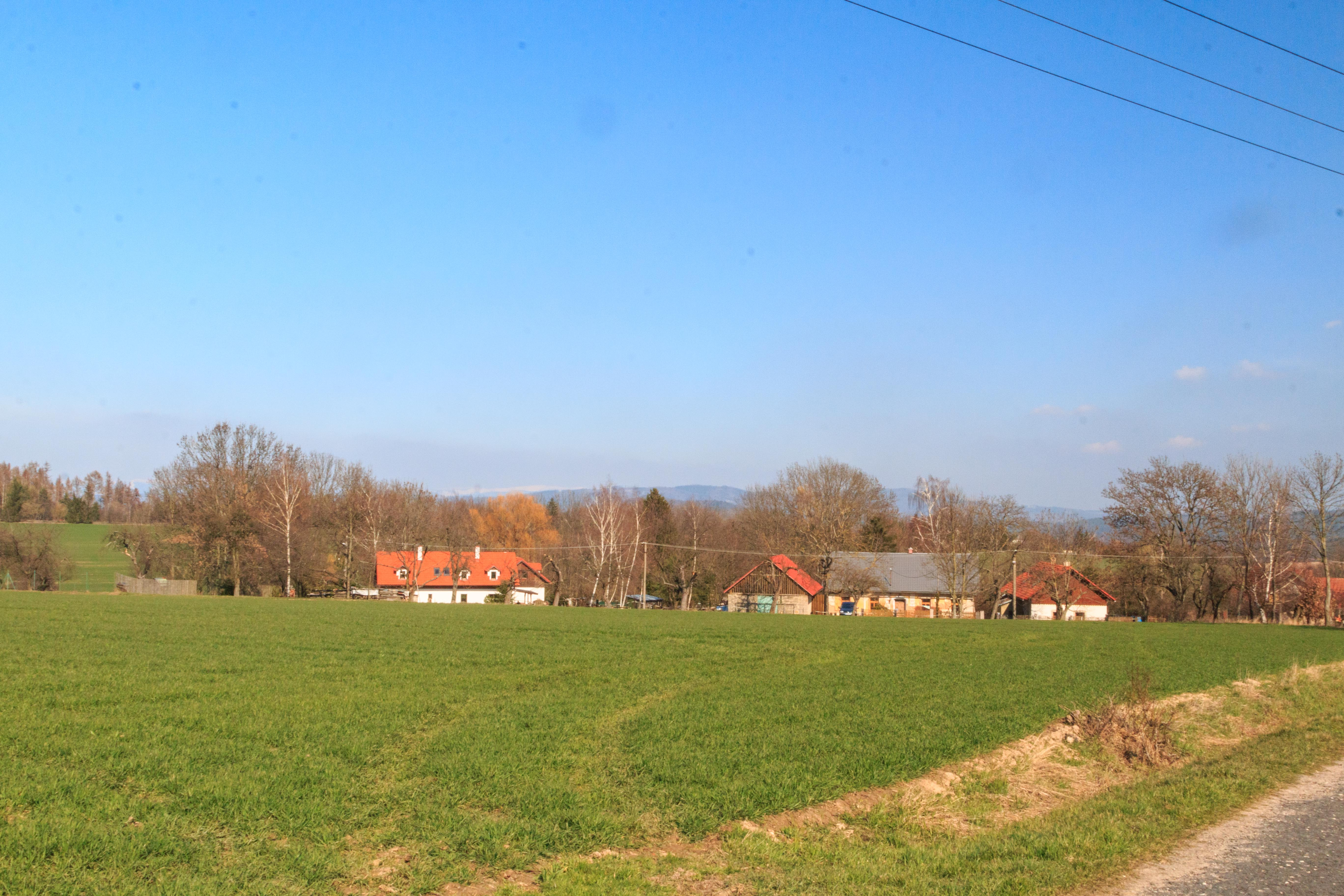
Lavice u Sobotky